# Яковлев, Иван Михайлович
Иван Михайлович Яковлев — советский хозяйственный и государственный деятель, лауреат Государственной премии СССР за выдающиеся достижения в труде.

## Биография
Родился в 1927 году. Член КПСС.
В 1944—1987 — токарь Саратовского станкостроительного завода
За выдающиеся достижения в труде на основе личных и бригадных встречных планов по ускоренному росту производительности труда, модернизации оборудования, повышения эффективности использования техники и других резервов производства был в составе коллектива удостоен Государственной премии СССР за выдающиеся достижения в труде 1977 года.
Делегат XXVI съезда КПСС.
Жил в Саратове.

## Награды
- Орден Ленина (11.03.1981)[2]
- Орден Октябрьской Революции[1]
- Орден Знак Почёта[1]